# Clossiana varianana
Clossiana varianana är en fjärilsart som beskrevs av Ruggero Verity 1932. Clossiana varianana ingår i släktet Clossiana och familjen praktfjärilar. Inga underarter finns listade i Catalogue of Life.